# 松山大学
松山大学（まつやまだいがく、英語: Matsuyama University）は、愛媛県松山市文京町4-2に本部を置く日本の私立大学。1923年創立、1949年大学設置。大学の略称は松大（まつだい）。

## 概観

### 大学全体
1923年（大正12年）松山高等商業学校は四国で最初の、日本で三番目の私立高等商業学校として創立された。以来、7万を超える卒業生を送り出し、政財界での活躍も多数。経済学部、経営学部、人文学部、法学部、薬学部、情報学部の6学部を設置する四国最大の私立大学である。
法学部には大学院の修士課程、経済学部と経営学部および人文学部には修士課程・博士課程、薬学部には、博士課程を有する。
キャンパスは愛媛県松山市の中心市街にあり、四国最大の国立大学愛媛大学と校地を接している。図書館の蔵書数は中四国最大。同窓会温山会は7万9千の会員と42の支部を国内、国外に設置する。中四国地方を中心に学生が集まり学生の半数は一人暮らしをしている。

### 校訓「三実」（校訓・理念・学是）

#### 教育方針
松山大学では「教育方針」を制定しており、その中で大学の目的や使命を明確化している。科学の総合的かつ専門的な研究と教育を目的として掲げ、人材養成を通じて社会の発展を図ることを使命としている。

#### 教育理念
建学の精神である三実主義、すなわち真実・忠実・実用の精神を伝統的な教育理念としている。

### 三恩人
今日の松山大学では、前身の松山高等商業学校の設立に寄与した新田長次郎、加藤恒忠、加藤彰廉を「三恩人」と呼んでいる。
- 新田長次郎 - 号は温山。実業家、新田帯革製造所創業者。松山高商設立時に巨額の私財を投じた。
- 加藤恒忠 - 号は拓川。松山市長。松山高商設立発起人に名を連ね、新田長次郎と加藤彰廉を結ぶパイプ役を果たしたが、開校直前に病でこの世を去った。
- 加藤彰廉 - 松山高商初代校長。「松山の福沢先生」[4]「伊予の福沢諭吉翁」[5] と呼ばれた教育者。

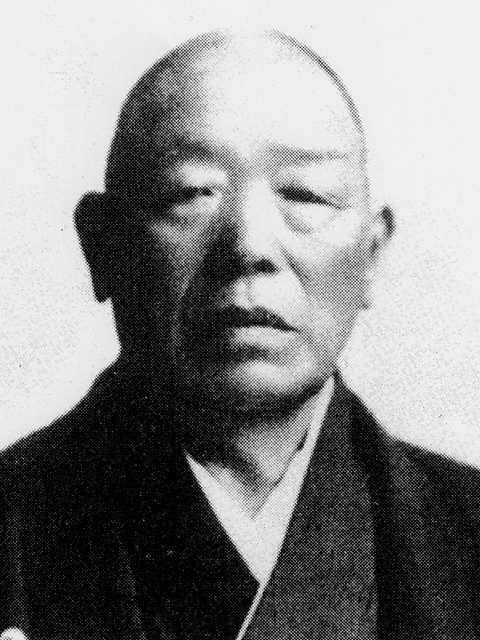
新田長次郎
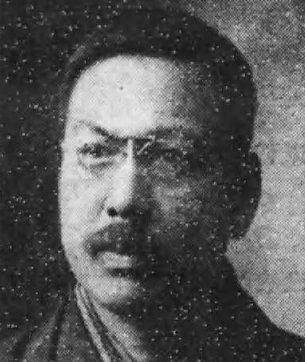
加藤恒忠
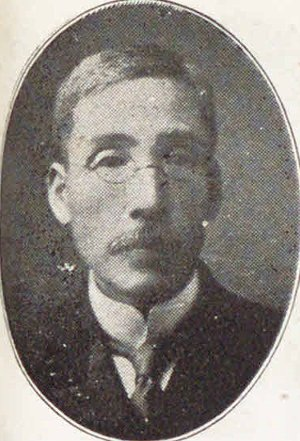
加藤彰廉

## 沿革

### 略歴

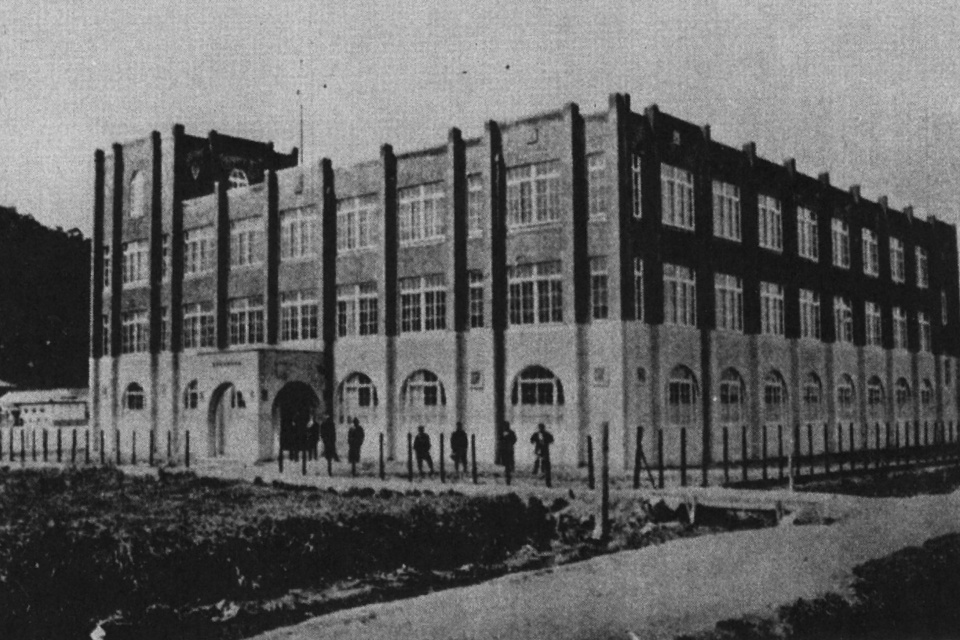
松山高等商業学校

1923年（大正12年）に松山出身の大阪の実業家である新田長次郎（温山）の出資をもとに、正岡子規の叔父で当時松山市長の加藤恒忠（拓川）および後の初代校長となる加藤彰廉（元大阪高等商業学校校長）の3人によって創立された松山高等商業学校が起源である。新田は東京証券取引所一部上場のニッタの創業者でもある。
四国で最も古い歴史を持つ私立文系大学であったが、平成18年度に薬学部を新設した。2023年に、開学100年を迎える。令和7年度に情報学部を新設予定。

### 年表
- 1923年 松山高等商業学校創立、北予中学校の一部を借りて授業開始
- 1924年 新校舎（現在地）に移転、開校式挙行
- 1926年 文部省から高等学校大学予科と同等以上と認定される
- 1941年 校訓「三実」を明文化する
- 1944年 松山経済専門学校に改称、工専に転換した福知山高等商業学校の生徒約280名を受け入れる
- 1949年 新制松山商科大学設立、商経学部を設置。隣地の練兵場跡地に愛媛大学開学。
- 1950年 県内に昭和天皇の戦後巡幸。愛媛大学に設けられた展示室にアダム・スミス『国富論』初版本を出品する[6]。
- 1951年 旧制松山経済専門学校廃止
- 1962年 商経学部を改組し、経済学部・経営学部を設置
- 1972年 大学院経済学研究科を設置
- 1974年 人文学部を設置

- 1979年 大学院経営学研究科を設置
- 1988年 法学部を設置
- 1989年 松山大学に改称
- 2006年 大学院社会学研究科を設置
- 2006年 薬学部医療薬学科を設置

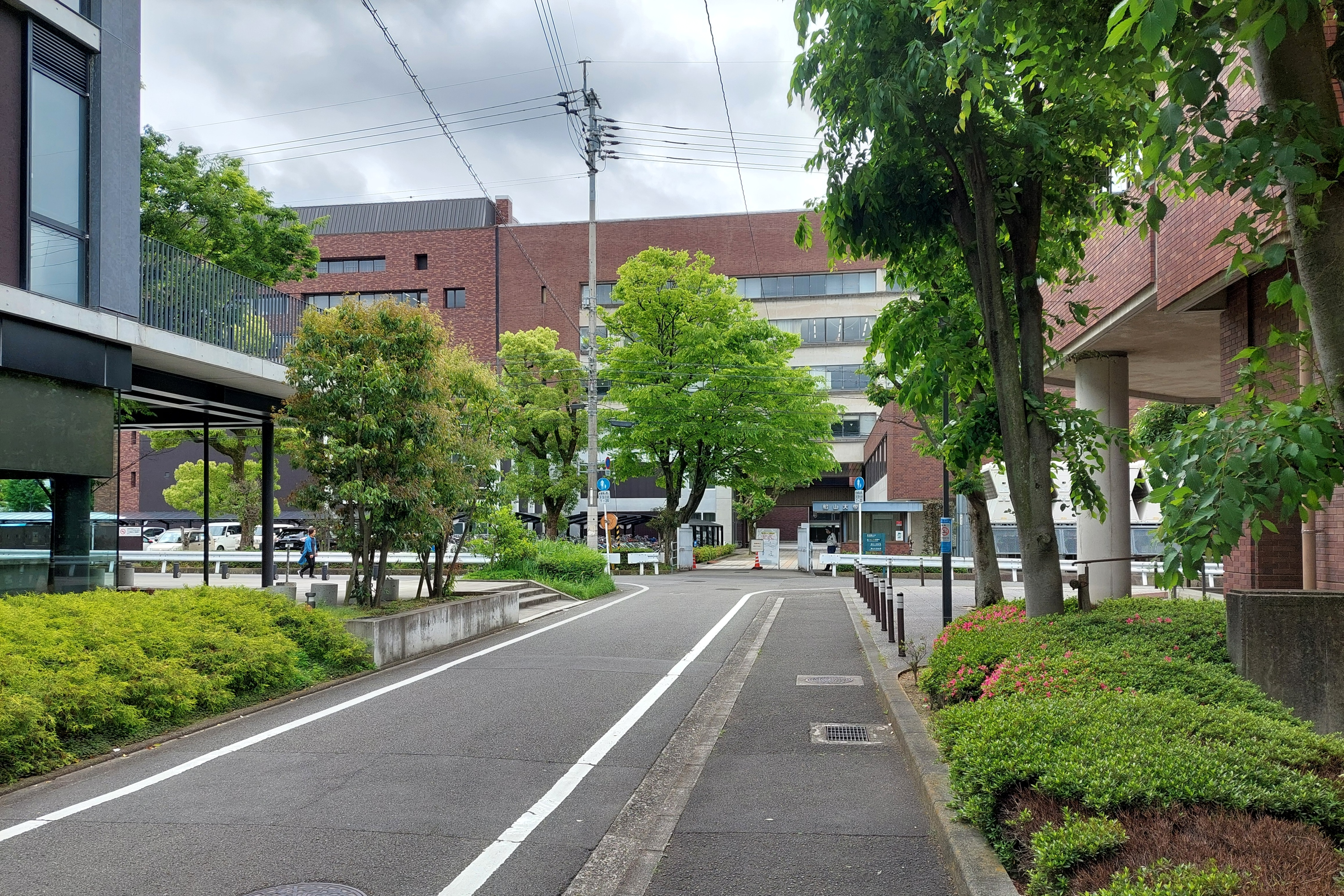
樋又キャンパス（左）、7号館（右）、文京キャンパス本館（奥）

- 2007年 大学院言語コミュニケーション研究科を設置
- 2014年 大学院医療薬学研究科を設置
- 2020年 大学院法学研究科を設置
- 2025年 情報学部情報学科を設置

歴代校長
- 初代 加藤彰廉（1923〜1933）
- 第2代 渡部善次郎（1933〜1934）
- 第3代 田中忠夫（1934〜1947）
- 第4代 伊藤秀夫（1947〜1951）

歴代学長
- 初代 伊藤秀夫（1949〜1957）
- 第2代 星野通（1957〜1963）
- 第3代 増岡喜義（1964〜1968）
- 第4代 八木亀太郎（1969〜1974）
- 第5代 太田明二（1974〜1976）
- 第6代 伊藤恒夫（1977〜1979）
- 第7代 稲生晴（1980〜1985）
- 第8代 越智俊夫（1986〜1988）
- 第9代 神森智（1989〜1991）
- 第10代 宮崎満（1992〜1997）
- 第11代 比嘉清松（1998〜2000）
- 第12代 青野勝広（2001〜2003）
- 第13代 神森智（2004〜2006）、再任
- 第14代 森本三義（2007〜2012）
- 第15代 村上宏之（2013〜2016）
- 第16代 溝上達也（2017〜2020）
- 第17代 新井英夫（2021～2025）[7]
- 第18代 池上真人（2025～）[8]

## 基礎データ

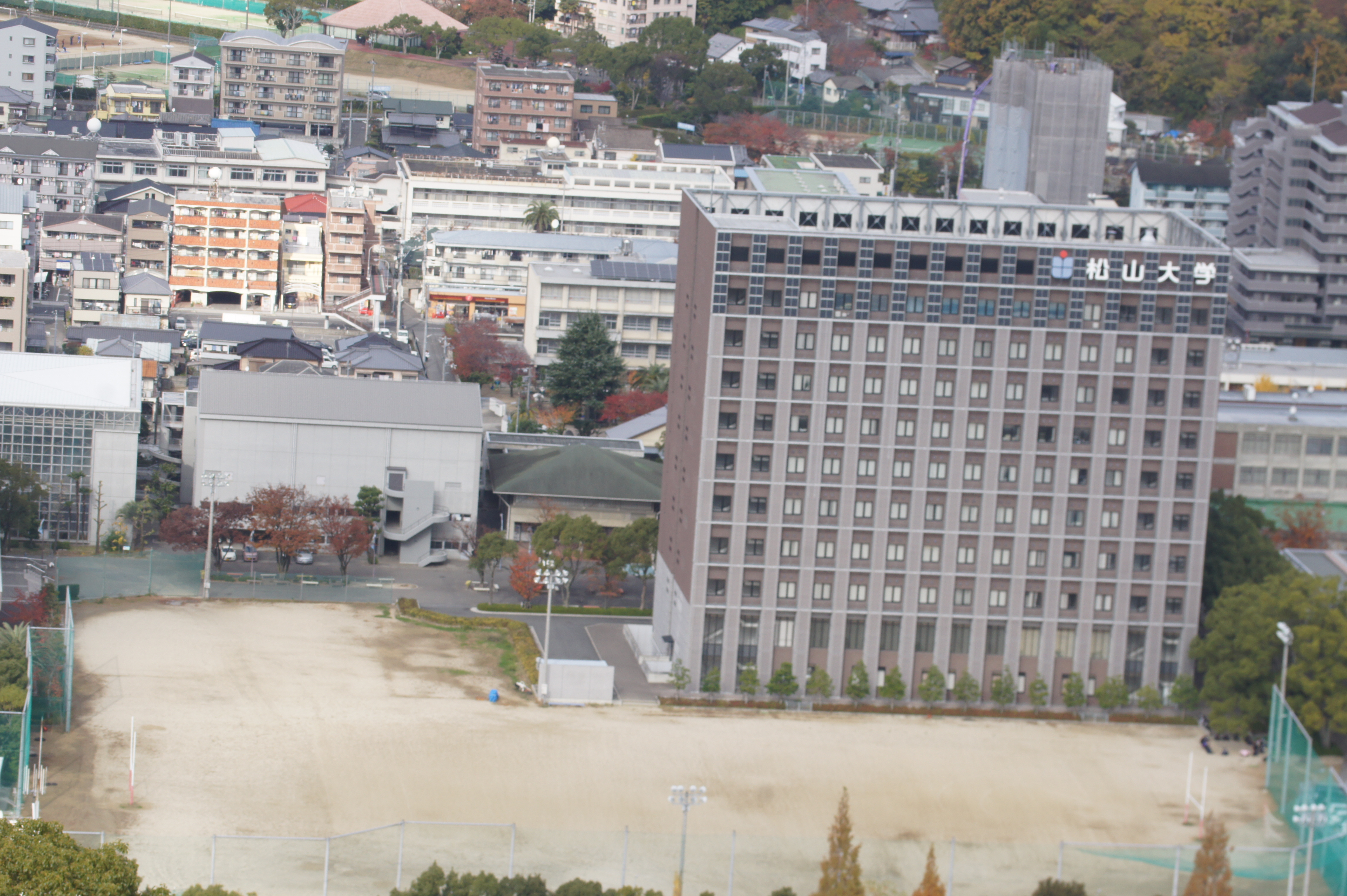
文京キャンパス。松山城天守閣より撮影。

### 所在地
- 文京キャンパス（愛媛県松山市文京町4-2[9]）
- 樋又キャンパス（愛媛県松山市文京町4-2[10]）南海放送旧社屋跡
- 御幸キャンパス（愛媛県松山市御幸1-513-1）
- 久万ノ台グラウンド（愛媛県松山市久万ノ台乙507[11]）
- 松山大学温山記念会館（兵庫県西宮市甲子園口1-12-31[12]）
- 東京オフィス（MTO）（東京都中央区銀座8-2-1 ニッタビル6階）

### 象徴

#### 校歌
校歌として、北川康宏が作詞し團伊玖磨が作曲した『松山大学校歌』が定められている。また、松山大学の前身である松山高等商業学校では、沼波武夫が作詞し山田耕筰が作曲した『松山高等商業学校校歌』が校歌として歌われていた。のちに松山商科大学となった際は、旧高商校歌の一部を修正し『松山商科大学校歌』として引き継いだ。

#### 校章
松山大学の校章は、大学名からとった「松大」の文字と星型とをあしらった図案である。

#### 松大みきゃん
2015年5月14日に、愛媛県のマスコットキャラクター「みきゃん」とコラボレーションした「松大みきゃん」が愛媛県庁と大学から発表された。みきゃんの「お友達」という設定で、夏目漱石の坊つちやんに登場する「坊っちゃん」と「マドンナ」をイメージした衣装に身を包み、「松大みきゃん（坊っちゃん）」の頭部には松山大学の名前が入った学帽が、「松大みきゃん（マドンナ）」の頭部には松山大学のシンボルマークをモチーフとしたリボンが付いている。

## 教育および研究

### 組織

#### 学部
- 経済学部
  - 経済学科
    - 総合経済政策コース
    - 国際経済コース
    - 地域・環境・文化コース
- 経営学部
  - 経営学科
    - 経営コース
    - 情報コース
    - 会計コース
    - 流通コース
    - 経営教育コース
    - 国際ビジネスコース
- 人文学部
  - 英語英米文学科
  - 社会学科
    - 社会学理論系
    - 社会調査系
    - 地域・国際・環境系
    - メディア・現代社会系
    - 社会福祉系
- 法学部
  - 法学科
    - 司法コース
    - 法律総合コース
    - 公共政策コース
- 薬学部
  - 医療薬学科
- 情報学部（令和7年4月開設予定）
  - 情報学科

#### 大学院
- 経済学研究科（修士課程、博士前期課程・博士後期課程）
  - 経済学専攻
- 経営学研究科（修士課程、博士前期課程・博士後期課程）
  - 経営学専攻
- 言語コミュニケーション研究科（修士課程）
  - 英語コミュニケーション専攻
- 社会学研究科（修士課程・博士後期課程）
  - 社会学専攻
- 法学研究科（修士課程)
  - 法学専攻
- 医療薬学研究科（博士課程）
  - 医療薬学専攻
    - 2014年4月開設。2013年5月下旬文部科学省申請。10月末認可。4年制、定員3名。
    - 愛媛大学医学部と連携。松山大学初の理系大学院。県内初の薬学系研究科。

#### 附属機関
- キャリアセンター
- 国際センター
- 図書館
- 総合研究所

## 学生生活

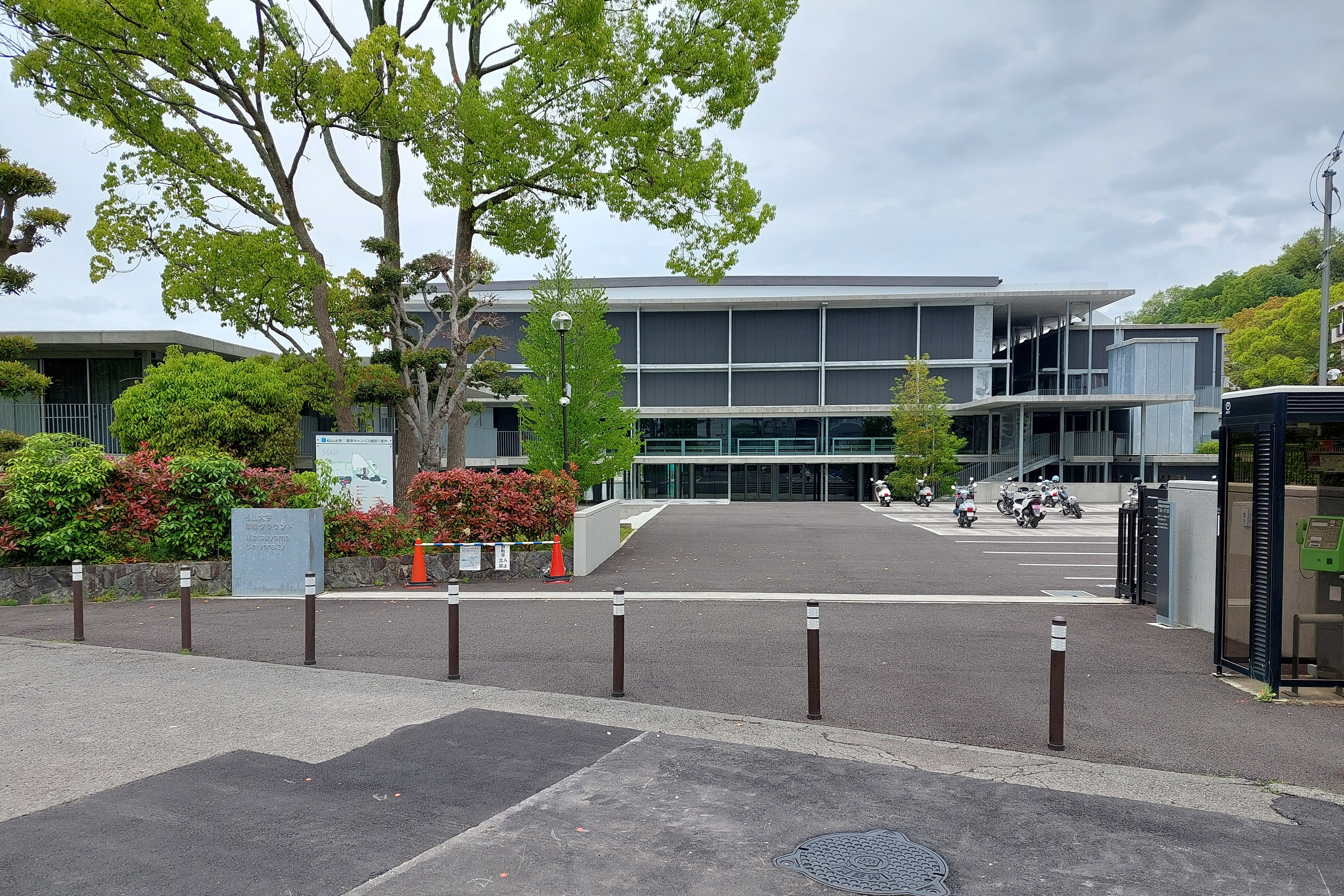
御幸キャンパス クラブアクティビティエリア

### 学園祭
大学祭の名称は「熟田津祭」（にぎたつ）で、例年11月中旬に開催される。

### サークル・クラブ活動
文化系、体育系、同好会、非公認同好会など合わせて100以上のクラブ・サークル・同好会が活動している。中国・四国地区で常に上位を占めるものや、全国でも優秀な実績を持つものも多い。
スポーツ
2007年（平成19年）の第56回四国地区大学総合体育大会（四国インカレ）では、男子は優勝を逸したが、女子は21年連続21度目の優勝を遂げた。ちなみに、2006年まで男子は21年連続となる47度目、男女総合では20年連続の優勝を続けていた。
- 弓道部女子は、第54回全日本学生選手権（2006年）の女子団体の部で初優勝した。
- なぎなた部は、第45回全日本学生選手権（2006年）の団体戦で初優勝した。
- 女子駅伝部は、2008年7月に陸上競技部女子長距離ブロックから独立して創部されて以来目覚ましい活躍をしている。2010年10月開催の第28回全日本大学女子駅伝では、堂々の4位に入り、出場3回目にして中四国地方の大学では初となる次回大会のシード権を獲得した。以降、毎年5位以上の安定した成績を収め続け、9回目の出場となった2016年10月開催の第34回全日本大学女子駅伝では、中四国地方の大学として悲願の初優勝を果たした。また、2016年リオオリンピック大会3000ｍ障害の日本代表に女子長距離界では初の現役女子大学生の高見澤安珠が選ばれている。
- 硬式野球部は、四国地区大学野球連盟に所属し、2024年現在歴代最多のリーグ戦優勝回数を数える。全日本大学選手権ベスト4進出1回（1965年：第14回大会）の戦績がある。

## 大学関係者と組織

### 大学関係者組織
同窓会は、創立者の雅号を冠し「温山会」と呼び、創設は1927年（昭和2年）。全国各地とニューヨークに合わせて42の支部があり、合わせて会員約6万人。

### 大学関係者一覧
- 松山大学の人物一覧

## 施設

### キャンパス

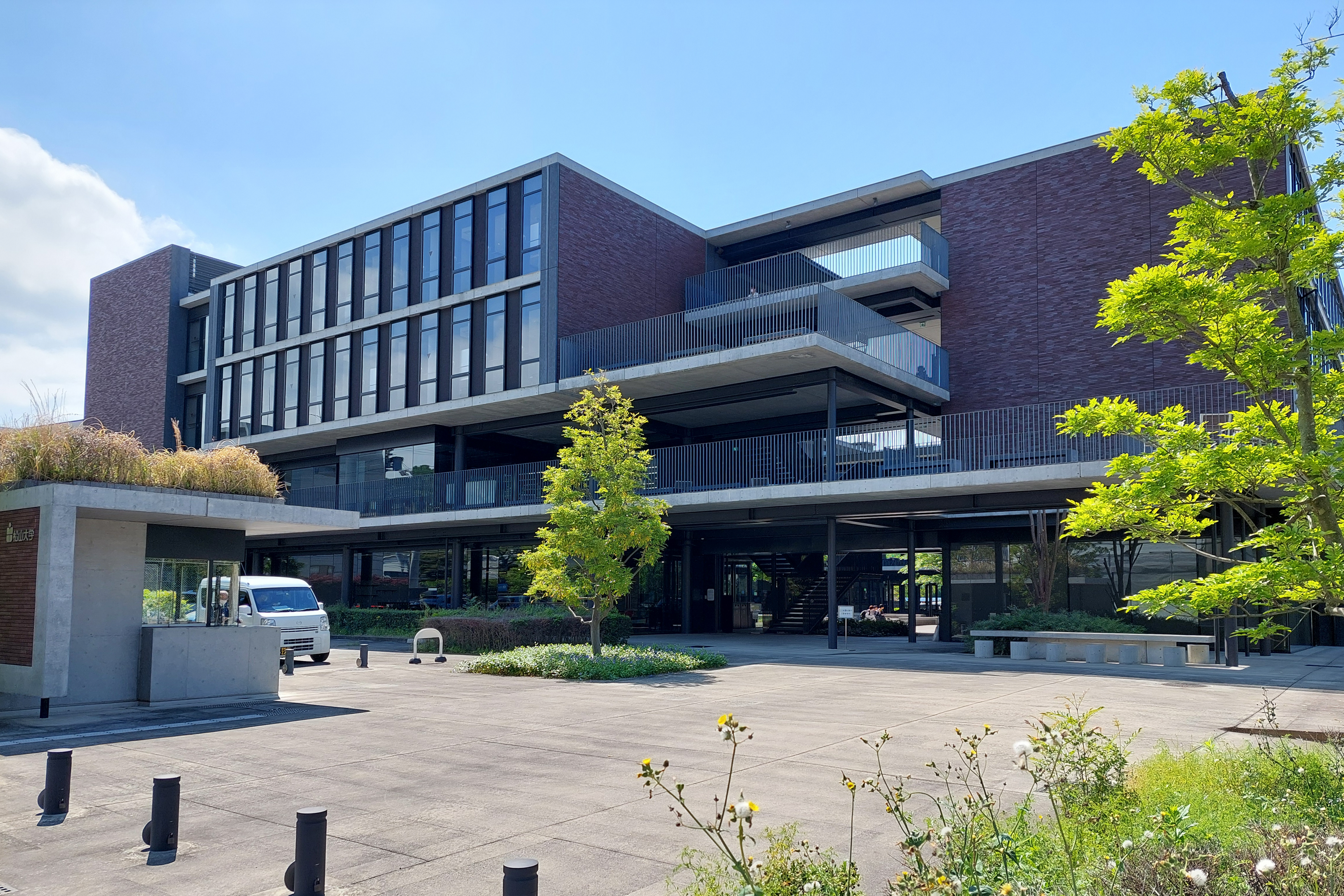
樋又キャンパス

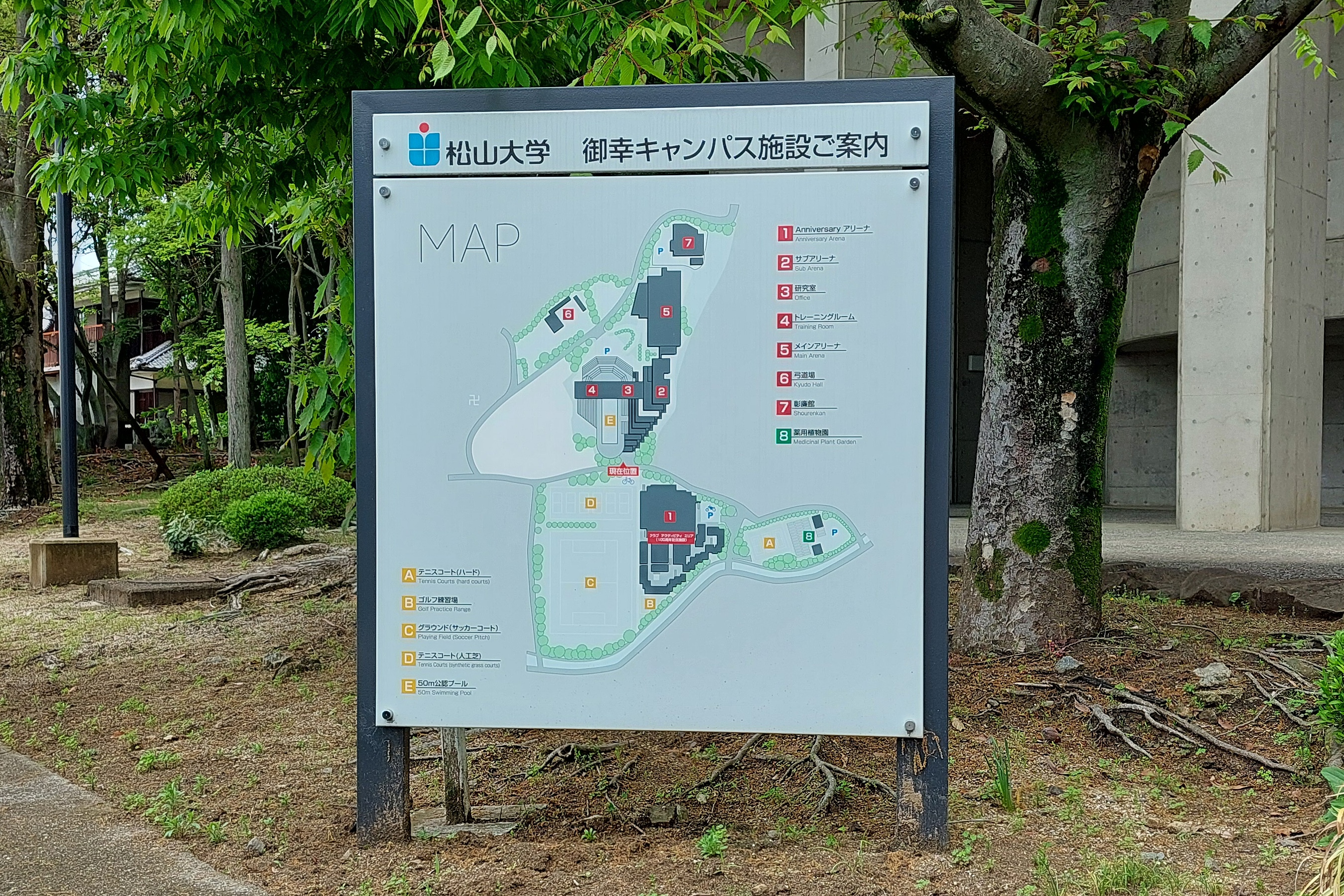
御幸キャンパス案内図

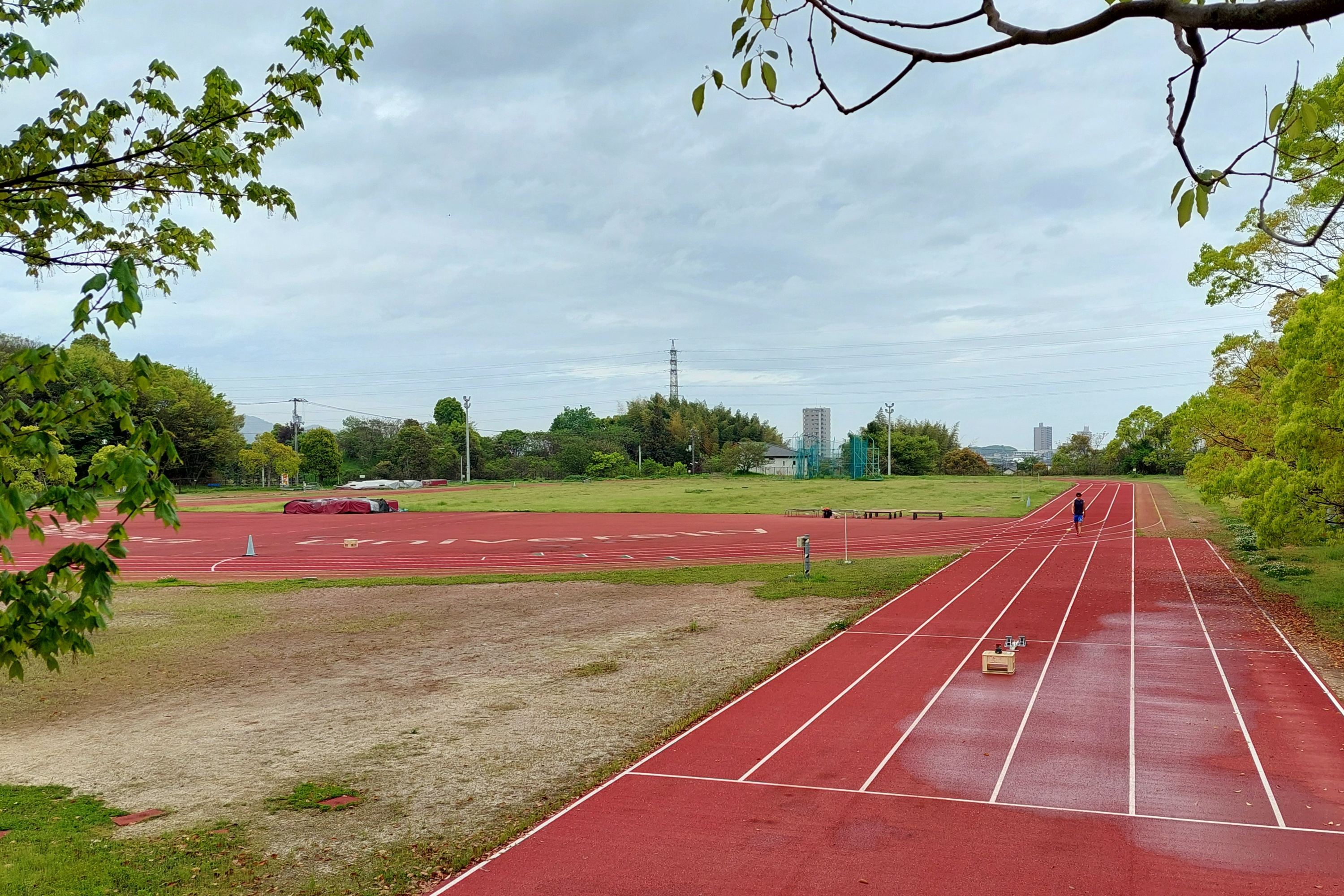
久万ノ台グラウンド

#### 文京キャンパス
- 使用学部：経済学部、経営学部、人文学部、法学部、薬学部
- 使用研究科：大学院経済学研究科、経営学研究科、言語コミュニケーション研究科、社会学研究科、法学研究科、医療薬学研究科
- 交通アクセス：JR予讃線松山駅から伊予鉄道城北線に乗り換えて鉄砲町停留場下車すぐ

北緯33度51分1.7秒 東経132度46分3.2秒
松山市の中心部に近く、「松山城」北部に広がる文京地区に位置している。

#### 御幸キャンパス
- 使用学部：薬学部
- 使用附属施設：薬学部薬草園、運動施設、部活・サークル部室
- 交通アクセス：JR予讃線松山駅から伊予鉄道城北線に乗り換えて鉄砲町駅下車徒歩5分

北緯33度51分21.5秒 東経132度46分2秒
主に運動部が活動している。

#### 久万ノ台グラウンド
- 交通アクセス：伊予鉄道高浜線衣山駅

北緯33度51分48.7秒 東経132度44分15.1秒
主に運動部が活動している。

#### 松山大学温山記念会館

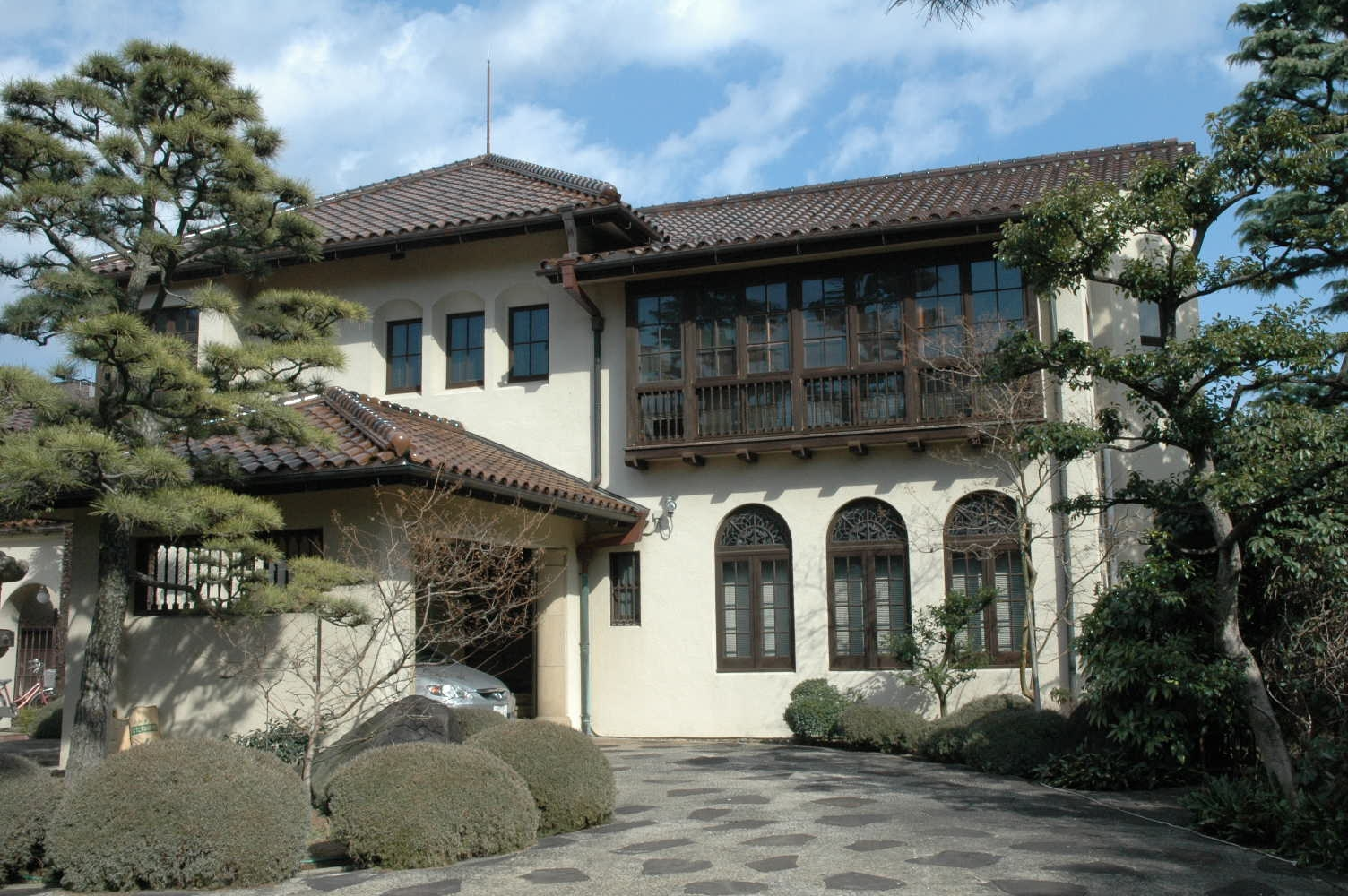
温山記念会館

- 交通アクセス：JR東海道本線甲子園口駅

北緯34度44分13秒 東経135度22分38.8秒
ゼミや研究などの会議にて使用されている。創立者新田長次郎が建築させた洋館であり、新田家から大学側に寄贈された施設である。また、NHKの朝の連続テレビ小説「わかば」（ロケ地：神戸、淡路島）ではわかばの住む家として、同じく連続テレビ小説「マッサン」ではヒロイン・エリーがお世話になる大富豪・野々村家として撮影された。

#### 東京オフィス
- 交通アクセス：JR・東京メトロ銀座線・都営都営地下鉄浅草線・ゆりかもめ東京臨海新交通臨海線新橋駅

北緯35度40分12.1秒 東経139度45分35秒
東京都周辺での就職活動やインターンシップの支援活動をはじめ、国や都道府県東京事務所からの情報収集などを行っている。
同オフィスが所在するニッタビルは、新田長次郎が創業したニッタの所有であり、同社東京支店も当ビル内にある。

## 対外関係

### 地方自治体との協定
- 包括連携協定
  - 愛媛県（2018年3月29日締結）[18]。
  - 松山市（2010年6月15日締結）[19]。
  - 西条市（2017年9月26日締結）[20]。
  - 新居浜市（2021年9月1日締結）[21]
  - 内子町（2009年10月7日締結）[22]。
- 高知県と松山大学及び松山短期大学との就職支援に関する協定
  - 高知県 (2019年10月18日締結) [23]

### 他の大学との協定

#### 日本国内
- 単位互換

札幌学院大学、南山大学、甲南大学、岡山商科大学、愛媛大学、東京経済大学、大阪経済大学、沖縄国際大学、放送大学との間に単位互換制度を導入している。
- 旧制三高商

東京経済大学、大阪経済大学、松山大学との間でスポーツ交流や学生交流をしている。
- 教育・研究交流に関する協定（2010年3月5日締結）[24]。

　愛媛大学
- 6大学包括連携協定（2012年8月28日締結）[25]。

沖縄国際大学、熊本学園大学、北星学園大学、日本福祉大学、広島修道大学、
- 6大学7薬学部における連携協定（2016年3月23日締結）[26]。

　城西国際大学、千葉大学、千葉科学大学、徳島大学、徳島文理大学

#### 日本国外
- 交換留学制度 - 以下の各大学との間に交換留学制度を導入している[27]。
- アメリカ合衆国
  - ハワイ大学ヒロ校（ハワイ州）
- ドイツ
  - フライブルク大学（フライブルク市）
- 韓国
  - 建国大学校（ソウル市）
  - 平沢大学校（平沢市）
- 台湾
  - 國立高雄大學（高雄市）
  - 玄奘大学(新竹市)
- 中国
  - 復旦大学（上海市）
  - 上海師範大学（上海市）
  - 上海財経大学（上海市）
  - 青島大学（青島市）

#### 学部間協定
- 経済学部
  - 仁川大学校( 韓国)
  - 対外経済貿易大学( 中国)
- 経済学研究科
  - 上海師範大学( 中国)
  - 仁川大学校( 韓国)
- 経営学研究科
  - 延世大学校大学院( 韓国)
- 法学部
  - 国立成功大学( 中華民国)

### その他団体･機関との協定
- 愛媛銀行
- 松山市商工会議所 - 連携協力に関する協定（2006年8月21日締結）[28]
- 南海放送
- 伊予銀行
- 愛媛県中小企業家同友会 - 連携協力に関する協定（2017年12月11日締結）[29]
- 愛媛県法人会連合会 - 包括連携協定 (2018年2月5日締結) [30]

## 系列校
- 松山短期大学

## 企業からの評価

### 出世力
- ダイヤモンド社の2006年年9月23日発行のビジネス誌『週刊ダイヤモンド』94巻36号（通巻4147号）「出世できる大学」と題された特集の出世力ランキング（日本の全上場企業3,800社余の代表取締役を全調査[31][32]）で、松山大学は、2006年時点で存在する全国の744大学中、第35位にランキングされた[33]。

## 関連文献
- 井上要 『北予中学・松山高商楽屋ばなし』 1933年
- 学校法人松山商科大学 『松山商科大学三十年史』 1953年
- 松山商科大学六十年史編纂委員会 『松山商科大学六十年史』 〈資料編〉 1985年
- 川東竫弘 『松山高商・経専の歴史と三人の校長』 愛媛新聞サービスセンター、2017年 ISBN 978-4-86087-131-4
- 川東竫弘 『伊藤秀夫と松山商科大学の誕生』 株式会社エス・ピー・シー、2018年　ISBN 978-4-89983-251-5